# Пустиха
Пустиха — река в России, протекает в Междуреченском районе Вологодской области. Устье реки находится в 28 км по левому берегу реки Шуя. Длина реки составляет 24 км.
Исток находится в 22 км к юго-востоку от райцентра — села Шуйское. Пустиха течёт на север по лесной, заболоченной местности, населённых пунктов на реке нет. Крупнейший приток — Баран (правый). Пустиха впадает в Шую рядом с Паршенгой, их устья отделяет несколько сот метров.

## Данные водного реестра
По данным государственного водного реестра России относится к Двинско-Печорскому бассейновому округу, водохозяйственный участок реки — Северная Двина от начала реки до впадения реки Вычегда, без рек Юг и Сухона (от истока до Кубенского гидроузла), речной подбассейн реки — Сухона. Речной бассейн реки — Северная Двина.
По данным геоинформационной системы водохозяйственного районирования территории РФ, подготовленной Федеральным агентством водных ресурсов:
- Код водного объекта в государственном водном реестре — 03020100312103000007315
- Код по гидрологической изученности (ГИ) — 103000731
- Код бассейна — 03.02.01.003
- Номер тома по ГИ — 03
- Выпуск по ГИ — 0